# 836 Jole
836 Jole, asteroid glavnog pojasa. Otkrio ga je Max Wolf, 23. rujna 1916.

## Vanjske poveznice
- Minor Planet Center